# Horvátország az 1996. évi nyári olimpiai játékokon
Horvátország az egyesült államokbeli Atlantában megrendezett 1996. évi nyári olimpiai játékok egyik részt vevő nemzete volt. Az országot az olimpián 14 sportágban 84 sportoló képviselte, akik összesen 2 érmet szereztek.

## Érmesek
| Érem  | Versenyző | Sportág   | Versenyszám |
| ----- | --- | --------- | ----------- |
| Arany | Nemzeti válogatott Vladimir Jelčić Goran Perkovac Irfan Smajlagić Božidar Jović Alvaro Načinović Vladimir Šujster Bruno Gudelj Nenad Kljaić Iztok Puc Zoran Mikulić Venio Losert Patrik Čavar Valner Franković Slavko Goluža Valter Matošević Zlatko Saračević | Kézilabda | Férfi       |
| Ezüst | Nemzeti válogatott Perica Bukić Damir Glavan Igor Hinić Vjekoslav Kobešćak Joško Kreković Ognjen Kržić Dubravko Šimenc Siniša Školneković Ratko Štritof Tino Vegar Renato Vrbičić Zdeslav Vrdoljak                                                             | Vízilabda | Férfi       |

## Asztalitenisz
Férfi
| Versenyző                     | Versenyszám | Csoportkör | Csoportkör | Nyolcaddöntő                                 | Negyeddöntő       | Elődöntő          | Döntő             | Helyezés |
| Versenyző                     | Versenyszám | Ellenfél Eredmény | Hely.      | Ellenfél Eredmény                            | Ellenfél Eredmény | Ellenfél Eredmény | Ellenfél Eredmény | Helyezés |
| ----------------------------- | ----------- | --- | ---------- | -------------------------------------------- | ----------------- | ----------------- | ----------------- | -------- |
| Zoran Primorac                | Egyes       | J csoport · Hamad el-Hammádi (QAT) · 2:0 · Bátorfi Zoltán (HUN) · 2:1 · Werner Schlager (AUT) · 2:0                                                               | 1.         | Jean-Michel Saive (BEL) · 13–21, 16–21, 8–21 | kiesett           | kiesett           | kiesett           | 9.       |
| Damir Atiković Zoran Primorac | Páros       | A csoport · Ausztria (AUT) · Yi Ding · Qian-Li Qian · 1:2 · Kína (CHN) · Lu Lin · Vang Tao (Wang Tao) · 0:2 · Ausztrália (AUS) · Paul Langley · Russ Lavale · 2:1 | 3.         |                                              | kiesett           | kiesett           | kiesett           | 17.      |

Női
| Versenyző                      | Versenyszám | Csoportkör | Csoportkör | Nyolcaddöntő      | Negyeddöntő       | Elődöntő          | Döntő             | Helyezés |
| Versenyző                      | Versenyszám | Ellenfél Eredmény | Hely.      | Ellenfél Eredmény | Ellenfél Eredmény | Ellenfél Eredmény | Ellenfél Eredmény | Helyezés |
| ------------------------------ | ----------- | --- | ---------- | ----------------- | ----------------- | ----------------- | ----------------- | -------- |
| Boros Tamara                   | Egyes       | G csoport · Tódó Taeko (JPN) · 0:2 · Nicole Struse (GER) · 0:2 · Sonia Touati (TUN) · 2:0 | 3.         | kiesett           | kiesett           | kiesett           | kiesett           | 33.      |
| Eldijana Aganović Boros Tamara | Páros       | H csoport · Japán (JPN) · Jamasita-Kaizu Fumijo · Szató Rika · 0:2 · Dél-Korea (KOR) · Kim Mugjo (Kim Mu-gyo) · Pak Kjonge (Park Gyeong-ae) · 0:2 · Brazília (BRA) · Lyanne Kosaka · Monica Doti · 2:0 | 3.         |                   | kiesett           | kiesett           | kiesett           | 17.      |

## Atlétika
Férfi
| Versenyző    | Versenyszám | Előfutam | Előfutam | Előfutam | Elődöntő | Elődöntő | Elődöntő | Döntő   | Döntő    |
| Versenyző    | Versenyszám | Idő      | Hely.    | Össz.    | Idő      | Hely.    | Össz.    | Idő     | Helyezés |
| ------------ | ----------- | -------- | -------- | -------- | -------- | -------- | -------- | ------- | -------- |
| Branko Zorko | 1500 m      | 3:37,35  | 6.       | 8.       | 3:35,14  | 9.       | 9.       | kiesett | kiesett  |

| Versenyző       | Versenyszám   | Selejtező             | Selejtező             | Döntő    | Döntő    |
| Versenyző       | Versenyszám   | Eredmény              | Helyezés              | Eredmény | Helyezés |
| --------------- | ------------- | --------------------- | --------------------- | -------- | -------- |
| Siniša Ergotić  | Távolugrás    | érvényes ugrás nélkül | érvényes ugrás nélkül | kiesett  | kiesett  |
| Dragan Mustapić | Diszkoszvetés | 57,94 m               | 27.                   | kiesett  | kiesett  |

## Birkózás
Kötöttfogású
| Versenyző        | Versenyszám | 32-es főtábla             | Nyolcaddöntő                 | Negyeddöntő       | Elődöntő          | Vigaszág 2. kör   | Vigaszág 3. kör         | Vigaszág 4. kör                    | Vigaszág 5. kör   | Vigaszág 6. kör   | Bronz- mérkőzés   | Döntő             | Helyezés |
| Versenyző        | Versenyszám | Ellenfél Eredmény         | Ellenfél Eredmény            | Ellenfél Eredmény | Ellenfél Eredmény | Ellenfél Eredmény | Ellenfél Eredmény       | Ellenfél Eredmény                  | Ellenfél Eredmény | Ellenfél Eredmény | Ellenfél Eredmény | Ellenfél Eredmény | Helyezés |
| ---------------- | ----------- | ------------------------- | ---------------------------- | ----------------- | ----------------- | ----------------- | ----------------------- | ---------------------------------- | ----------------- | ----------------- | ----------------- | ----------------- | -------- |
| Stipe Damjanović | 100 kg      | Mohamed Basri (MAR) · 6–0 | Mikael Ljungberg (SWE) · 0–5 |                   |                   |                   | Urs Bürgler (SUI) · 6–3 | Tejmuraz Egyiserasvili (RUS) · 0–5 | kiesett           | kiesett           | kiesett           |                   | 10.      |

## Evezés
Férfi
| Versenyző                                                 | Versenyszám              | Előfutam | Előfutam | 1. vigaszág | 1. vigaszág | 2. vigaszág | 2. vigaszág | Elődöntő | Elődöntő | Elődöntő | Döntő | Döntő   | Döntő | Helyezés |
| Versenyző                                                 | Versenyszám              | Idő      | Hely.    | Idő         | Hely.       | Idő         | Hely.       | Típus    | Idő      | Hely.    | Típus | Idő     | Hely. | Helyezés |
| --------------------------------------------------------- | ------------------------ | -------- | -------- | ----------- | ----------- | ----------- | ----------- | -------- | -------- | -------- | ----- | ------- | ----- | -------- |
| Hrvoje Telišman Danijel Bajlo                             | Kétpárevezős             | 6:55,40  | 3.       | 6:48,02     | 2.          |             |             | A/B      | 7:03,53  | 6.       | B     | 6:26,84 | 6.    | 12.      |
| Marko Banović Ninoslav Saraga                             | Kormányos nélküli kettes | 6:54,05  | 2.       | 7:05,81     | 1.          |             |             | A/B      | 6:55,89  | 3.       | A     | 6:30,48 | 6.    | 6.       |
| Siniša Skelin Sead Marušić Igor Boraska Tihomir Franković | Kormányos nélküli négyes | 6:17,42  | 2.       |             |             |             |             | A/B      | 6:12,40  | 4.       | B     | 5:54,58 | 1.    | 7.       |

## Kajak-kenu

### Síkvízi
Férfi
| Versenyző                 | Versenyszám        | Előfutam | Előfutam | Előfutam | Vigaszág | Vigaszág | Vigaszág | Elődöntő | Elődöntő | Elődöntő | Döntő    | Döntő    |
| Versenyző                 | Versenyszám        | Idő      | Hely.    | Össz.    | Idő      | Hely.    | Össz.    | Idő      | Hely.    | Össz.    | Idő      | Helyezés |
| ------------------------- | ------------------ | -------- | -------- | -------- | -------- | -------- | -------- | -------- | -------- | -------- | -------- | -------- |
| Dražen Funtak             | Kenu egyes 500 m   | 2:00,076 | 6.       | 17.      |          |          |          | 1:58,570 | 5.       | 14.      | kiesett  | kiesett  |
| Ivan Šabjan               | Kenu egyes 1000 m  | 4:28,375 | 3.       | 7.       |          |          |          | 4:13,901 | 1.       | 3.       | 4:04,066 | 8.       |
| Dražen Funtak Ivan Šabjan | Kenu kettes 500 m  | 1:47,235 | 4.       | 11.      | 1:50,473 | 4.       | 5.       | 1:44,770 | 5.       | 12.      | kiesett  | kiesett  |
| Dražen Funtak Ivan Šabjan | Kenu kettes 1000 m | 4:02,831 | 3.       | 3.       |          |          |          | 3:48,677 | 4.       | 7.       | kiesett  | kiesett  |

### Szlalom
| Versenyző     | Versenyszám       | Döntő    | Döntő    | Döntő    | Döntő    | Döntő         | Döntő         |
| Versenyző     | Versenyszám       | 1. futam | 1. futam | 2. futam | 2. futam | Jobb eredmény | Jobb eredmény |
| Versenyző     | Versenyszám       | Pont     | Hely.    | Pont     | Hely.    | Pont          | Helyezés      |
| ------------- | ----------------- | -------- | -------- | -------- | -------- | ------------- | ------------- |
| Andrej Glucks | Férfi kajak egyes | 155,75   | 17.      | 150,12   | 10.      | 150,12        | 16.           |
| Danko Herceg  | Férfi kenu egyes  | 468,07   | 30.      | 275,94   | 28.      | 275,94        | 29.           |

## Kézilabda

### Férfi
| Horvát férfi kézilabdacsapat-játékoskeret                                                                                                | Horvát férfi kézilabdacsapat-játékoskeret                                                                                          |
| --- | --- |
| - Vladimir Jelčić - Goran Perkovac - Irfan Smajlagić - Božidar Jović - Alvaro Načinović - Vladimir Šujster - Bruno Gudelj - Nenad Kljaić | - Iztok Puc - Zoran Mikulić - Venio Losert - Patrik Čavar - Valner Franković - Slavko Goluža - Valter Matošević - Zlatko Saračević |

#### Eredmények
Csoportkör
A csoport
| Csapat                 | M | Gy | D | V | G+  | G–  | Gk  | P  |
| ---------------------- | - | -- | - | - | --- | --- | --- | -- |
| Svédország (SWE)       | 5 | 5  | 0 | 0 | 131 | 94  | +37 | 10 |
| Horvátország (CRO)     | 5 | 4  | 0 | 1 | 132 | 122 | +10 | 8  |
| Oroszország (RUS)      | 5 | 3  | 0 | 2 | 137 | 106 | +31 | 6  |
| Svájc (SUI)            | 5 | 2  | 0 | 3 | 126 | 115 | +11 | 4  |
| Egyesült Államok (USA) | 5 | 1  | 0 | 4 | 111 | 142 | –31 | 2  |
| Kuvait (KUW)           | 5 | 0  | 0 | 5 | 100 | 158 | –58 | 0  |

| 1996. július 24. 14:30 | Horvátország (CRO) | 23–22   | Svájc (SUI)   | Játékvezetők: Valter Dancescu, Ion Mateescu (ROU) |
| 1996. július 24. 14:30 | Čavar 8            | (12–14) | Baumgartner 5 | Játékvezetők: Valter Dancescu, Ion Mateescu (ROU) |
| 1996. július 24. 14:30 |                    |         |               | Játékvezetők: Valter Dancescu, Ion Mateescu (ROU) |

| 1996. július 25. 10:00 | Kuvait (KUW)       | 22–31   | Horvátország (CRO) | Játékvezetők: Silvino Gallego Santos, Victor Lamas Perez (ESP) |
| 1996. július 25. 10:00 | Szálah el-Marzúk 6 | (11–16) | Čavar 10           | Játékvezetők: Silvino Gallego Santos, Victor Lamas Perez (ESP) |
| 1996. július 25. 10:00 |                    |         |                    | Játékvezetők: Silvino Gallego Santos, Victor Lamas Perez (ESP) |

| 1996. július 27. 19:00 | Horvátország (CRO) | 35–27  | Egyesült Államok (USA) | Játékvezetők: Jean Pierre Moreno, Francois Garcia (FRA) |
| 1996. július 27. 19:00 | Smajlagić 11       | (20–9) | Brown 8                | Játékvezetők: Jean Pierre Moreno, Francois Garcia (FRA) |
| 1996. július 27. 19:00 |                    |        |                        | Játékvezetők: Jean Pierre Moreno, Francois Garcia (FRA) |

| 1996. július 29. 16:15 | Oroszország (RUS) | 24–25   | Horvátország (CRO) | Játékvezetők: Per Elbrond, Kjeld Lovqvist (DEN) |
| 1996. július 29. 16:15 | Gopin 7           | (13–11) | Jović 7            | Játékvezetők: Per Elbrond, Kjeld Lovqvist (DEN) |
| 1996. július 29. 16:15 |                   |         |                    | Játékvezetők: Per Elbrond, Kjeld Lovqvist (DEN) |

| 1996. július 31. 14:30 | Horvátország (CRO) | 18–27  | Svédország (SWE)  | Játékvezetők: Hans Thomas, Jürgen Thomas (GER) |
| 1996. július 31. 14:30 | Mikulić 6          | (7–10) | Hajas, Thorsson 7 | Játékvezetők: Hans Thomas, Jürgen Thomas (GER) |
| 1996. július 31. 14:30 |                    |        |                   | Játékvezetők: Hans Thomas, Jürgen Thomas (GER) |

Elődöntő
| 1996. augusztus 2. 20:45 | Franciaország (FRA) | 20–24  | Horvátország (CRO) | Játékvezetők: Bjorn Hogsnes, Svein Oeie (NOR) |
| 1996. augusztus 2. 20:45 | Stoecklin 8         | (8–12) | Čavar 8            | Játékvezetők: Bjorn Hogsnes, Svein Oeie (NOR) |
| 1996. augusztus 2. 20:45 |                     |        |                    | Játékvezetők: Bjorn Hogsnes, Svein Oeie (NOR) |

Döntő
| 1996. augusztus 4. 12:45 | Svédország (SWE) | 26–27   | Horvátország (CRO) | Játékvezetők: Silvino Gallego Santos, Victor Lamas Perez (ESP) |
| 1996. augusztus 4. 12:45 | Thorsson 8       | (11–16) | három játékos 6    | Játékvezetők: Silvino Gallego Santos, Victor Lamas Perez (ESP) |
| 1996. augusztus 4. 12:45 |                  |         |                    | Játékvezetők: Silvino Gallego Santos, Victor Lamas Perez (ESP) |

| Csapat             | Helyezés |
| ------------------ | -------- |
| Horvátország (CRO) |          |

## Kosárlabda

### Férfi
| Horvát férfi kosárlabdacsapat-játékoskeret                                                          | Horvát férfi kosárlabdacsapat-játékoskeret                                                       |
| --------------------------------------------------------------------------------------------------- | ------------------------------------------------------------------------------------------------ |
| - Arijan Komazec - Damir Mulaomerović - Davor Marcelić - Dino Rađa - Josip Vranković - Slaven Rimac | - Stojko Vranković - Toni Kukoč - Velimir Perasović - Veljko Mršić - Vladan Alanović - Žan Tabak |

#### Eredmények
Csoportkör
A csoport
| Csapat                 | M | Gy | V | P+  | P–  | Pk   | P  |
| ---------------------- | - | -- | - | --- | --- | ---- | -- |
| Egyesült Államok (USA) | 5 | 5  | 0 | 522 | 345 | +177 | 10 |
| Litvánia (LTU)         | 5 | 3  | 2 | 427 | 354 | +73  | 8  |
| Horvátország (CRO)     | 5 | 3  | 2 | 422 | 386 | +36  | 8  |
| Kína (CHN)             | 5 | 2  | 3 | 360 | 502 | –142 | 7  |
| Argentína (ARG)        | 5 | 2  | 3 | 351 | 396 | –45  | 7  |
| Angola (ANG)           | 5 | 0  | 5 | 280 | 379 | –99  | 5  |

| 1996. július 20. | Litvánia (LTU)                    | 83–81 (h. u.) | Horvátország (CRO) | Atlanta Játékvezetők: Miguel Betancor Leon (ESP), Jose Lapaix Guance (DOM) |
| 1996. július 20. | (37–31, 66–66, 72–72) Jegyzőkönyv |               |                    | Atlanta Játékvezetők: Miguel Betancor Leon (ESP), Jose Lapaix Guance (DOM) |
| 1996. július 20. | Sabonis 20                        | Pont          | Kukoč 33           | Atlanta Játékvezetők: Miguel Betancor Leon (ESP), Jose Lapaix Guance (DOM) |
| 1996. július 20. | Sabonis 14                        | Lepattanó     | Rađa 12            | Atlanta Játékvezetők: Miguel Betancor Leon (ESP), Jose Lapaix Guance (DOM) |
| 1996. július 20. | Vaišvila 6                        | Gólpassz      | Kukoč 6            | Atlanta Játékvezetők: Miguel Betancor Leon (ESP), Jose Lapaix Guance (DOM) |

| 1996. július 22. | Horvátország (CRO)  | 109–78    | Kína (CHN)                                         | Atlanta Játékvezetők: Jose Pelissari (BRA), Kim Csholhvan (Kim Chul-Hwan) (KOR) |
| 1996. július 22. | (56–44) Jegyzőkönyv |           |                                                    | Atlanta Játékvezetők: Jose Pelissari (BRA), Kim Csholhvan (Kim Chul-Hwan) (KOR) |
| 1996. július 22. | Komazec 36          | Pont      | Cseng Vu (Zheng Wu), Vang Cse-cse (Wang Zhizhi) 15 | Atlanta Játékvezetők: Jose Pelissari (BRA), Kim Csholhvan (Kim Chul-Hwan) (KOR) |
| 1996. július 22. | Vranković 9         | Lepattanó | Kung Hsziao-pin (Gong Xiaobin) 8                   | Atlanta Játékvezetők: Jose Pelissari (BRA), Kim Csholhvan (Kim Chul-Hwan) (KOR) |
| 1996. július 22. | Kukoč 12            | Gólpassz  | Szun Csün (Sun Jun) 6                              | Atlanta Játékvezetők: Jose Pelissari (BRA), Kim Csholhvan (Kim Chul-Hwan) (KOR) |

| 1996. július 24. | Horvátország (CRO)  | 71–48     | Angola (ANG)           | Atlanta Játékvezetők: Hidetoshi Ishida (JPN), Serguei Boulanov (RUS) |
| 1996. július 24. | (26–23) Jegyzőkönyv |           |                        | Atlanta Játékvezetők: Hidetoshi Ishida (JPN), Serguei Boulanov (RUS) |
| 1996. július 24. | Rađa 20             | Pont      | Â. Victoriano, Dias 10 | Atlanta Játékvezetők: Hidetoshi Ishida (JPN), Serguei Boulanov (RUS) |
| 1996. július 24. | Rađa 9              | Lepattanó | Dias 12                | Atlanta Játékvezetők: Hidetoshi Ishida (JPN), Serguei Boulanov (RUS) |
| 1996. július 24. | Kukoč 6             | Gólpassz  | Ucuahamba 2            | Atlanta Játékvezetők: Hidetoshi Ishida (JPN), Serguei Boulanov (RUS) |

| 1996. július 26. | Argentína (ARG)     | 75–90     | Horvátország (CRO)      | Atlanta Játékvezetők: Jose Piovesan Neto (BRA), Pascal Noel Dorizon (FRA) |
| 1996. július 26. | (29–43) Jegyzőkönyv |           |                         | Atlanta Játékvezetők: Jose Piovesan Neto (BRA), Pascal Noel Dorizon (FRA) |
| 1996. július 26. | Espil 17            | Pont      | Komazec 28              | Atlanta Játékvezetők: Jose Piovesan Neto (BRA), Pascal Noel Dorizon (FRA) |
| 1996. július 26. | Osella 6            | Lepattanó | Kukoč 8                 | Atlanta Játékvezetők: Jose Piovesan Neto (BRA), Pascal Noel Dorizon (FRA) |
| 1996. július 26. | Milanesio 5         | Gólpassz  | Komazec, Mulaomerović 3 | Atlanta Játékvezetők: Jose Piovesan Neto (BRA), Pascal Noel Dorizon (FRA) |

| 1996. július 28. | Horvátország (CRO)  | 71–102    | Egyesült Államok (USA) | Atlanta Játékvezetők: Robert Barnett (AUS), Carl Jungebrand (FIN) |
| 1996. július 28. | (38–57) Jegyzőkönyv |           |                        | Atlanta Játékvezetők: Robert Barnett (AUS), Carl Jungebrand (FIN) |
| 1996. július 28. | Tabak 19            | Pont      | Richmond 16            | Atlanta Játékvezetők: Robert Barnett (AUS), Carl Jungebrand (FIN) |
| 1996. július 28. | Tabak 7             | Lepattanó | Barkley 12             | Atlanta Játékvezetők: Robert Barnett (AUS), Carl Jungebrand (FIN) |
| 1996. július 28. | Kukoč 10            | Gólpassz  | Payton 7               | Atlanta Játékvezetők: Robert Barnett (AUS), Carl Jungebrand (FIN) |

Negyeddöntő
| 1996. július 30. 20:00 | Ausztrália (AUS)    | 73–71     | Horvátország (CRO) | Atlanta Játékvezetők: Wieslaw Zych (POL), Juan Figueroa (PUR) |
| 1996. július 30. 20:00 | (41–33) Jegyzőkönyv |           |                    | Atlanta Játékvezetők: Wieslaw Zych (POL), Juan Figueroa (PUR) |
| 1996. július 30. 20:00 | Alanović 18         | Pont      | Gaze 26            | Atlanta Játékvezetők: Wieslaw Zych (POL), Juan Figueroa (PUR) |
| 1996. július 30. 20:00 | Vranković 11        | Lepattanó | Heal, Bradtke 5    | Atlanta Játékvezetők: Wieslaw Zych (POL), Juan Figueroa (PUR) |
| 1996. július 30. 20:00 | Kukoč 8             | Gólpassz  | Heal 7             | Atlanta Játékvezetők: Wieslaw Zych (POL), Juan Figueroa (PUR) |

Az 5–8. helyért
| 1996. augusztus 1. 12:00 | Brazília (BRA)       | 80–74     | Horvátország (CRO) | Atlanta Játékvezetők: Romualdas Brazauskas (LTU), Jose Reyes Ronfini (MEX) |
| 1996. augusztus 1. 12:00 | (39–27) Jegyzőkönyv  |           |                    | Atlanta Játékvezetők: Romualdas Brazauskas (LTU), Jose Reyes Ronfini (MEX) |
| 1996. augusztus 1. 12:00 | Schmidt 32           | Pont      | Tabak 18           | Atlanta Játékvezetők: Romualdas Brazauskas (LTU), Jose Reyes Ronfini (MEX) |
| 1996. augusztus 1. 12:00 | dos Santos, Joerke 7 | Lepattanó | Tabak 8            | Atlanta Játékvezetők: Romualdas Brazauskas (LTU), Jose Reyes Ronfini (MEX) |
| 1996. augusztus 1. 12:00 | Ratto 7              | Gólpassz  | Kukoč 5            | Atlanta Játékvezetők: Romualdas Brazauskas (LTU), Jose Reyes Ronfini (MEX) |

A 7. helyért
| 1996. augusztus 2. 20:00 | Kína (CHN)                                          | 85–99     | Horvátország (CRO) | Atlanta Játékvezetők: Robert Barnett (AUS), Raul Chaves Sagel (ARG) |
| 1996. augusztus 2. 20:00 | (39–49) Jegyzőkönyv                                 |           |                    | Atlanta Játékvezetők: Robert Barnett (AUS), Raul Chaves Sagel (ARG) |
| 1996. augusztus 2. 20:00 | Hu Vej-tung (Hu Weidong) 22                         | Pont      | Kukoč 26           | Atlanta Játékvezetők: Robert Barnett (AUS), Raul Chaves Sagel (ARG) |
| 1996. augusztus 2. 20:00 | Kung Hsziao-pin (Gong Xiaobin) 9                    | Lepattanó | Kukoč 10           | Atlanta Játékvezetők: Robert Barnett (AUS), Raul Chaves Sagel (ARG) |
| 1996. augusztus 2. 20:00 | Li Hsziao-jung (Li Xiaoyong), Szun Csün (Sun Jun) 5 | Gólpassz  | Kukoč 8            | Atlanta Játékvezetők: Robert Barnett (AUS), Raul Chaves Sagel (ARG) |

| Csapat             | Helyezés |
| ------------------ | -------- |
| Horvátország (CRO) | 7.       |

## Ökölvívás
| Versenyző   | Versenyszám  | Selejtező                | Nyolcaddöntő                 | Negyeddöntő                             | Elődöntő          | Döntő             | Helyezés |
| Versenyző   | Versenyszám  | Ellenfél Eredmény        | Ellenfél Eredmény            | Ellenfél Eredmény                       | Ellenfél Eredmény | Ellenfél Eredmény | Helyezés |
| ----------- | ------------ | ------------------------ | ---------------------------- | --------------------------------------- | ----------------- | ----------------- | -------- |
| Stipe Drviš | Félnehézsúly | John Douglas (GUY) · RSC | Temur Ibragimov (UZB) · 10–9 | I Szungbe (Lee Seung-Bae) (KOR) · 11–14 | kiesett           | kiesett           | 8.       |

## Sportlövészet
Férfi
| Versenyző      | Versenyszám          | Selejtező | Selejtező | Döntő   | Döntő    |
| Versenyző      | Versenyszám          | Pont      | Helyezés  | Pont    | Helyezés |
| -------------- | -------------------- | --------- | --------- | ------- | -------- |
| Roman Špirelja | Légpisztoly          | 570       | 43.       | kiesett | kiesett  |
| Roman Špirelja | Gyorstüzelő pisztoly | 582       | 16.*      | kiesett | kiesett  |

Női
| Versenyző                    | Versenyszám           | Selejtező | Selejtező | Döntő   | Döntő    |
| Versenyző                    | Versenyszám           | Pont      | Helyezés  | Pont    | Helyezés |
| ---------------------------- | --------------------- | --------- | --------- | ------- | -------- |
| Mirela Skoko-Kovačević-Ćelić | Légpisztoly           | 381       | 10.***    | kiesett | kiesett  |
| Mirela Skoko-Kovačević-Ćelić | Sportpisztoly         | 561       | 36.       | kiesett | kiesett  |
| Mladenka Maleniča            | Sportpuska, összetett | 572       | 28.       | kiesett | kiesett  |
| Mladenka Maleniča            | Légpuska              | 390       | 20.****   | kiesett | kiesett  |
| Suzana Skoko                 | Légpuska              | 389       | 25.***    | kiesett | kiesett  |
| Suzana Skoko                 | Sportpuska, összetett | 578       | 12.****   | kiesett | kiesett  |

* - egy másik versenyzővel azonos eredményt ért el

*** - három másik versenyzővel azonos eredményt ért el

**** - négy másik versenyzővel azonos eredményt ért el

## Tenisz
Férfi
| Versenyző                     | Versenyszám | 64-es főtábla                    | 32-es főtábla                                                | Nyolcaddöntő                                                  | Negyeddöntő                                                         | Elődöntő          | Bronz- mérkőzés   | Döntő             | Helyezés |
| Versenyző                     | Versenyszám | Ellenfél Eredmény                | Ellenfél Eredmény                                            | Ellenfél Eredmény                                             | Ellenfél Eredmény                                                   | Ellenfél Eredmény | Ellenfél Eredmény | Ellenfél Eredmény | Helyezés |
| ----------------------------- | ----------- | -------------------------------- | ------------------------------------------------------------ | ------------------------------------------------------------- | ------------------------------------------------------------------- | ----------------- | ----------------- | ----------------- | -------- |
| Goran Ivanišević              | Egyes       | Marcos Ondruska (RSA) · 2–6, 4–6 | kiesett                                                      | kiesett                                                       | kiesett                                                             | kiesett           | kiesett           | kiesett           | 33.      |
| Saša Hiršzon Goran Ivanišević | Páros       |                                  | Svédország (SWE) · Jonas Björkman · Nicklas Kulti · 7–6, 7–6 | Bahama-szigetek (BAH) · Mark Knowles · Roger Smith · 7–6, 6–3 | Németország (GER) · Marc-Kevin Goellner · David Prinosil · 2–6, 3–6 | kiesett           | kiesett           | kiesett           | 5.       |

Női
| Versenyző             | Versenyszám | 64-es főtábla                               | 32-es főtábla                                                          | Nyolcaddöntő                                                                 | Negyeddöntő                        | Elődöntő          | Bronz- mérkőzés   | Döntő             | Helyezés |
| Versenyző             | Versenyszám | Ellenfél Eredmény                           | Ellenfél Eredmény                                                      | Ellenfél Eredmény                                                            | Ellenfél Eredmény                  | Ellenfél Eredmény | Ellenfél Eredmény | Ellenfél Eredmény | Helyezés |
| --------------------- | ----------- | ------------------------------------------- | ---------------------------------------------------------------------- | ---------------------------------------------------------------------------- | ---------------------------------- | ----------------- | ----------------- | ----------------- | -------- |
| Iva Majoli            | Egyes       | Nicole Provis-Bradtke (AUS) · 3–6, 6–3, 6–4 | Virginia Ruano Pascual (ESP) · 7–5, 6–3                                | Karina Habšudová (SVK) · 6–4, 3–6, 6–4                                       | Lindsay Davenport (USA) · 5–7, 3–6 | kiesett           | kiesett           | kiesett           | 5.       |
| Iva Majoli Maja Murić | Páros       |                                             | Olaszország (ITA) · Silvia Farina Elia · Laura Golarsa · 7–6, 4–6, 9–7 | Spanyolország (ESP) · Conchita Martínez · Arantxa Sánchez Vicario · 2–6, 1–6 | kiesett                            | kiesett           | kiesett           | kiesett           | 9.       |

## Torna
Férfi
| Versenyző        | Versenyszám      | Selejtező | Selejtező | Döntő    | Döntő    |
| Versenyző        | Versenyszám      | Pontszám  | Helyezés  | Pontszám | Helyezés |
| ---------------- | ---------------- | --------- | --------- | -------- | -------- |
| Aleksej Demjanov | Talaj            | 18,700    | 50.***    | kiesett  | kiesett  |
| Aleksej Demjanov | Ugrás            | 18,675    | 63.*****  | kiesett  | kiesett  |
| Aleksej Demjanov | Korlát           | 18,437    | 60.       | kiesett  | kiesett  |
| Aleksej Demjanov | Nyújtó           | 17,325    | 87.       | kiesett  | kiesett  |
| Aleksej Demjanov | Gyűrű            | 19,075    | 20.*      | kiesett  | kiesett  |
| Aleksej Demjanov | Lólengés         | 16,550    | 91.       | kiesett  | kiesett  |
| Aleksej Demjanov | Egyéni összetett | 108,762   | 57.       | kiesett  | kiesett  |

* - egy másik versenyzővel azonos eredményt ért el

*** - három másik versenyzővel azonos eredményt ért el

***** - öt másik versenyzővel azonos eredményt ért el

## Úszás
Férfi
| Versenyző                                                    | Versenyszám            | Előfutam | Előfutam | Előfutam | Döntő   | Döntő   | Döntő   | Helyezés |
| Versenyző                                                    | Versenyszám            | Idő      | Hely.    | Össz.    | Típus   | Idő     | Hely.   | Helyezés |
| ------------------------------------------------------------ | ---------------------- | -------- | -------- | -------- | ------- | ------- | ------- | -------- |
| Alen Lončar                                                  | 50 m gyors             | 24,17    | 7.       | 50.      | kiesett | kiesett | kiesett | kiesett  |
| Marijan Kanjer                                               | 100 m gyors            | 51,76    | 6.       | 40.      | kiesett | kiesett | kiesett | kiesett  |
| Miroslav Vučetić                                             | 200 m gyors            | 1:51,26  | 1.       | 19.      | kiesett | kiesett | kiesett | kiesett  |
| Miroslav Vučetić                                             | 400 m gyors            | 3:59,20  | 2.       | 22.      | kiesett | kiesett | kiesett | kiesett  |
| Marijan Kanjer Alen Lončar Miloš Milošević Miroslav Vučetić  | 4 × 100 m gyorsváltó   | 3:26,02  | 4.       | 14.      | kiesett | kiesett | kiesett | kiesett  |
| Marijan Kanjer Goran Kožulj Marko Strahija Miroslav Vučetić  | 4 × 200 m gyorsváltó   | 7:43,69  | 5.       | 13.      | kiesett | kiesett | kiesett | kiesett  |
| Tomislav Karlo                                               | 100 m hát              | 57,89    | 4.       | 34.      | kiesett | kiesett | kiesett | kiesett  |
| Marko Strahija                                               | 200 m hát              | 2:01,95  | 1.       | 14.      | B       | 2:01,84 | 3.      | 11.      |
| Miloš Milošević                                              | 100 m pillangó         | 54,62    | 2.       | 23.*     | kiesett | kiesett | kiesett | kiesett  |
| Dominik Galić                                                | 200 m pillangó         | 2:01,17  | 1.       | 22.      | kiesett | kiesett | kiesett | kiesett  |
| Krešimir Čač                                                 | 200 m vegyes           | 2:06,97  | 5.       | 25.      | kiesett | kiesett | kiesett | kiesett  |
| Krešimir Čač                                                 | 400 m vegyes           | 4:34,02  | 8.       | 23.      | kiesett | kiesett | kiesett | kiesett  |
| Krešimir Čač Tomislav Karlo Miloš Milošević Miroslav Vučetić | 4 × 100 m vegyes váltó | 3:50,09  | 6.       | 16.      | kiesett | kiesett | kiesett | kiesett  |

Női
| Versenyző       | Versenyszám    | Előfutam | Előfutam | Előfutam | Döntő   | Döntő   | Döntő   | Helyezés |
| Versenyző       | Versenyszám    | Idő      | Hely.    | Össz.    | Típus   | Idő     | Hely.   | Helyezés |
| --------------- | -------------- | -------- | -------- | -------- | ------- | ------- | ------- | -------- |
| Gabrijela Ujčić | 50 m gyors     | 27,63    | 6.       | 46.      | kiesett | kiesett | kiesett | kiesett  |
| Gabrijela Ujčić | 100 m gyors    | 59,92    | 5.       | 45.      | kiesett | kiesett | kiesett | kiesett  |
| Gabrijela Ujčić | 100 m pillangó | 1:06,85  | 8.       | 42.      | kiesett | kiesett | kiesett | kiesett  |
| Tinka Dančević  | 200 m pillangó | 2:20,74  | 8.       | 31.      | kiesett | kiesett | kiesett | kiesett  |

* - egy másik versenyzővel azonos eredményt ért el

## Vitorlázás
Férfi
| Versenyző              | Versenyszám    | Futam | Futam | Futam | Futam | Futam | Futam | Futam | Futam | Futam | Futam | Futam | Pontszám | Helyezés |
| Versenyző              | Versenyszám    | 1     | 2     | 3     | 4     | 5     | 6     | 7     | 8     | 9     | 10    | 11    | Pontszám | Helyezés |
| ---------------------- | -------------- | ----- | ----- | ----- | ----- | ----- | ----- | ----- | ----- | ----- | ----- | ----- | -------- | -------- |
| Karlo Kuret            | Finn dingi     | (32*) | 11    | 2     | 19    | 12    | 23    | (24)  | 18    | 9     | 15    |       | 109,0    | 19.      |
| Ivan Kure Marko Mišura | 470-es osztály | 3     | 15    | 15    | 21    | 11    | 12    | (31)  | (22)  | 9     | 14    | 16    | 116,0    | 13.      |

* - kizárták

## Vízilabda
| Horvát férfi vízilabdacsapat-játékoskeret                                                       | Horvát férfi vízilabdacsapat-játékoskeret                                                               |
| ----------------------------------------------------------------------------------------------- | --- |
| - Perica Bukić - Damir Glavan - Igor Hinić - Vjekoslav Kobešćak - Joško Kreković - Ognjen Kržić | - Dubravko Šimenc - Siniša Školneković - Ratko Štritof - Tino Vegar - Renato Vrbičić - Zdeslav Vrdoljak |

### Eredmények
Csoportkör
B csoport
| Csapat                 | M | Gy | D | V | G+ | G– | Gk  | P  |
| ---------------------- | - | -- | - | - | -- | -- | --- | -- |
| Olaszország (ITA)      | 5 | 5  | 0 | 0 | 48 | 38 | +10 | 10 |
| Egyesült Államok (USA) | 5 | 4  | 0 | 1 | 45 | 37 | +8  | 8  |
| Horvátország (CRO)     | 5 | 3  | 0 | 2 | 51 | 39 | +12 | 6  |
| Görögország (GRE)      | 5 | 2  | 0 | 3 | 37 | 38 | –1  | 4  |
| Románia (ROU)          | 5 | 0  | 1 | 4 | 31 | 45 | –14 | 1  |
| Ukrajna (UKR)          | 5 | 0  | 1 | 4 | 33 | 48 | –15 | 1  |

| 1996. július 20. 15:00 | Horvátország (CRO)   | 8–5 | Görögország (GRE) | Játékvezetők: Wilhelm Keman (NED), Rolf Ludecke (GER) |
| 1996. július 20. 15:00 | (3–1, 1–1, 2–1, 2–2) |     |                   | Játékvezetők: Wilhelm Keman (NED), Rolf Ludecke (GER) |
| 1996. július 20. 15:00 | Šimenc 3             |     | Kaiáfasz 2        | Játékvezetők: Wilhelm Keman (NED), Rolf Ludecke (GER) |

| 1996. július 21. 15:00 | Románia (ROU)        | 6–11 | Horvátország (CRO) | Játékvezetők: Robert Tellegen (NED), Andrei Afanasiev (RUS) |
| 1996. július 21. 15:00 | (2–5, 2–1, 0–2, 2–3) |      |                    | Játékvezetők: Robert Tellegen (NED), Andrei Afanasiev (RUS) |
| 1996. július 21. 15:00 | Hagiu 3              |      | Bukić 3            | Játékvezetők: Robert Tellegen (NED), Andrei Afanasiev (RUS) |

| 1996. július 22. 18:20 | Horvátország (CRO)   | 8–10 | Olaszország (ITA) | Játékvezetők: Joaquin Fernandez (ESP), Peter Kerr (AUS) |
| 1996. július 22. 18:20 | (1–3, 2–2, 2–2, 3–3) |      |                   | Játékvezetők: Joaquin Fernandez (ESP), Peter Kerr (AUS) |
| 1996. július 22. 18:20 | három játékos 2      |      | három játékos 2   | Játékvezetők: Joaquin Fernandez (ESP), Peter Kerr (AUS) |

| 1996. július 23. 18:20 | Ukrajna (UKR)        | 8–16 | Horvátország (CRO) | Játékvezetők: Rolf Ludecke (GER), Kazuhito Wakabayashi (JPN) |
| 1996. július 23. 18:20 | (0–3, 1–3, 1–4, 6–6) |      |                    | Játékvezetők: Rolf Ludecke (GER), Kazuhito Wakabayashi (JPN) |
| 1996. július 23. 18:20 | Szkuratov 3          |      | Kržić 3            | Játékvezetők: Rolf Ludecke (GER), Kazuhito Wakabayashi (JPN) |

| 1996. július 24. 22:00 | Horvátország (CRO)   | 8–10 | Egyesült Államok (USA) | Játékvezetők: Vladimir Prikhodko (KAZ), Robert Tellegen (NED) |
| 1996. július 24. 22:00 | (2–2, 2–2, 1–4, 3–2) |      |                        | Játékvezetők: Vladimir Prikhodko (KAZ), Robert Tellegen (NED) |
| 1996. július 24. 22:00 | Šimenc 4             |      | Laster, Everist 2      | Játékvezetők: Vladimir Prikhodko (KAZ), Robert Tellegen (NED) |

Negyeddöntő
| 1996. július 26. 16:40 | Jugoszlávia (SCG)    | 6–8 | Horvátország (CRO) | Játékvezetők: Jean Demey (FRA), Peter Kerr (AUS) |
| 1996. július 26. 16:40 | (1–3, 1–2, 2–1, 2–2) |     |                    | Játékvezetők: Jean Demey (FRA), Peter Kerr (AUS) |
| 1996. július 26. 16:40 | Vičević, Uskoković 2 |     | Šimenc 3           | Játékvezetők: Jean Demey (FRA), Peter Kerr (AUS) |

Elődöntők
| 1996. július 27. 16:40 | Horvátország (CRO)             | 7–6 (h. u.) | Olaszország (ITA) | Játékvezetők: Vladimir Prikhodko (KAZ), Eugenio Martinez (CUB) |
| 1996. július 27. 16:40 | (0–1, 2–1, 1–0, 1–2, 1–2, 2–0) |             |                   | Játékvezetők: Vladimir Prikhodko (KAZ), Eugenio Martinez (CUB) |
| 1996. július 27. 16:40 | Kreković 4                     |             | Pomilio 2         | Játékvezetők: Vladimir Prikhodko (KAZ), Eugenio Martinez (CUB) |

Döntő
| 1996. július 28. 16:30 | Spanyolország (ESP)  | 7–5 | Horvátország (CRO) | Játékvezetők: Rolf Ludecke (GER), Vladimir Prikhodko (KAZ) |
| 1996. július 28. 16:30 | (0–1, 1–2, 4–2, 2–0) |     |                    | Játékvezetők: Rolf Ludecke (GER), Vladimir Prikhodko (KAZ) |
| 1996. július 28. 16:30 | Estiarte 3           |     | öt játékos 1       | Játékvezetők: Rolf Ludecke (GER), Vladimir Prikhodko (KAZ) |

| Csapat             | Helyezés |
| ------------------ | -------- |
| Horvátország (CRO) |          |